# سیارک ۴۰۱

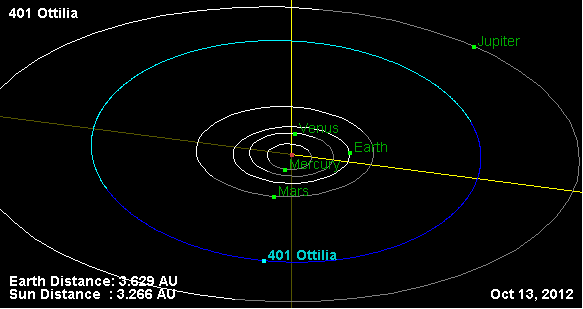
401 سیارک

سیارک ۴۰۱ (به انگلیسی: 401 Ottilia، نامگذاری:1895BT) چهارصد و یکمین سیارک کشف شده‌است که در ۱۶ مارس ۱۸۹۵ و در هایدلبرگ کشف شد.
قدر مطلق سیارک برابر ۹٫۱۰ است.